# Коваче
Коваче (понекад се користи назив Ковачи) је насеље у општини Зубин Поток на Косову и Метохији. Атар насеља се налази на територији катастарске општине Горњи Јасеновик. Насеље се налази на доњим падинама косе која се спушта према Чечевској реци. Могуће је да назив насеља долази од ковачница које су се могле овде налазити због близине Јелеч Града и Брњака. Изградњом акумулације Газиводе 1977. године доњи део насеља је потопљен, који је био најповољнији за пољопривредну производњу. Садашње насељу на падинама кајезеру има знатно мање становника јер се ретко ко од старог становништва из потопљеног дела села преселио у садашње насеље, већ је највећи део становништва одсељен, и то махом за Крагујевац. Данас село има мање од 15 стално насељених становника. После ослобађања од турске власти место је у саставу Звечанског округа, у срезу митровичком, у општини црепуљској и 1912. године има 55 становника.

## Демографија
Насеље има српску етничку већину.
Број становника на пописима:
- попис становништва 1948. године: 65
- попис становништва 1953. године: 84
- попис становништва 1961. године: 118
- попис становништва 1971. године: 143
- попис становништва 1981. године: 41
- попис становништва 1991. године: 37